# Ríos Rosas (metropolitana di Madrid)
Ríos Rosas è una stazione della linea 1 della metropolitana di Madrid.
Si trova sotto la calle de Santa Engracia, in prossimità dell'intersezione con la calle de Ríos Rosas, nel distretto di Chamberí.
Il suo nome è un omaggio al giurista e politico spagnolo Antonio de los Ríos Rosas.

## Storia
È una delle stazioni che appartengono al primo tratto di metropolitana inaugurato il 17 ottobre 1919 dal re Alfonso XIII che discorreva tra le stazioni di Sol e Cuatro Caminos. Negli anni sessanta vennero ampliate le banchine da 60 a 90 metri per rendere possibile l’utilizzo di treni di sei carrozze. La decorazione attuale, con vitrex di colore azzurro, risale alla riforma effettuata durante il 2005 e il 2006.
Nel 2016 si realizzano lavori di miglioramento della linea 1 tra le stazioni di Plaza de Castilla e Sierra de Guadalupe. Le principali azioni realizzate sono state l’impermeabilizzazione e il consolidamento della galleria, la più antica della metropolitana di Madrid, che è stata rinforzata con iniezioni di cemento e speciali proiezioni di calcestruzzo con reti metalliche di sostegno e l’installazione della catenaria rigida, nonché l’assemblaggio del resto delle strutture e servizi.
Il 1º aprile 2017 sono stati eliminati gli orari speciali di tutti i vestiboli che chiudevano alle 21:40 e la mancanza di personale in questi vestiboli.

## Accessi
Ingresso Ríos Rosas
- Ríos Rosas, pari Calle de Ríos Rosas, 22
- Ríos Rosas, dispari Calle de Ríos Rosas, 19

Ingresso Bretón de los Herreros
- Bretón de los Herreros Calle de Santa Engracia, 127 (angolo con Plaza del Descubridor Diego de Ordás, vicino a Calle de Bretón de los Herreros)